# Jonas Morian
Jonas Oskar Morian, född 23 februari 1972, är en svensk frilansskribent, och sedan 2021 anställd vid Tidningsutgivarna. Han är en av grundarna av och tidigare chefredaktör för Makthavare.se, som bevakar svensk politik. Han har varit ordförande i Socialdemokratiska pressföreningen och presschef inom vårdföretaget Attendo, samt har innehaft liknande positioner på Almega, Riksteatern, Svensk Turism, Forum för levande historia och Ledarna. 
I samband med diskussionerna om socialdemokraternas partiordförande Håkan Juholts ställning i oktober 2011 stod Jonas Morian som undertecknare till en debattartikel i Svenska Dagbladet, där han och fyra andra debattörer kritiserade Juholts agerande. Senare under hösten citerades hans upprepade kritik mot Juholt i flera medier, bland annat Expressen och TT. Av Daniel Suhonen pekades Morian ut i Suhonens bok Partiledaren som klev in i kylan som kampanjledare, anlitad av privata vårdföretag, bakom kampanjen mot Juholt. Detta förnekade Jonas Morian.
Jonas Morian medverkade 2006 i antologin Eureka!, om Europasamarbetets utmaningar, samt 2008 i debattboken Från smedja till sambandscentral, som handlade om den socialdemokratiska idédebatten. Han medverkade även 2018 i antologin Almedalen: Makt, magi och möten om Almedalsveckans historia och framtid. Jonas Morians blogg utsågs till årets politiska blogg 2006. Han har varit i nomineringspanelen för Stora Bloggpriset och Årets Almedalsbloggare, Årets Digitala Kommunikatör, samt gästkrönikor, under sin egen vinjett "proffstyckare", i Aftonbladet.
Han intervjuades i P3 Kultur i juli 2010 tillsammans med den liberale debattören Johan Norberg om svensk politiks synthkoppling, samt omnämndes i en text om Depeche Mode av journalisten Fredrik Strage i februari 2018 som debattör, om kopplingen mellan syntgruppen och socialdemokratin.
2023 medverkade han i antologin Lidman/Lovecraft; en samling noveller inspirerade av Sara Lidman och H.P. Lovecraft.
Jonas Morian är också rollspelsförfattare med ett tiotal titlar till spelet Call of Cthulhu publicerade på plattformen DriveThruRPG. 
Jonas Morian är gift med Stina Morian.